# 888 Parysatis
888 Parysatis је астероид главног астероидног појаса. Приближан пречник астероида је 44,65 , 
а средња удаљеност астероида од Сунца износи 2,709 астрономских јединица (АЈ). 
Инклинација (нагиб) орбите у односу на раван еклиптике је 13,858 степени, а орбитални период износи 1628,737 дана (4,459 године). Ексцентрицитет орбите астероида износи 0,193. 
Апсолутна магнитуда астероида износи 9,51 а геометријски албедо 0,139.
Астероид је откривен 2. фебруара 1918. године.